# سن-ژیرون، آریژ
سن-ژیرون، آریژ (به فرانسوی: Saint-Girons) یک کمون در فرانسه است که در canton of Saint-Girons واقع شده‌است.

## خصوصیات
سن-ژیرون ۱۹٫۱۳ کیلومترمربع مساحت و ۶٬۵۷۹ نفر جمعیت دارد و ۳۹۱ متر بالاتر از سطح دریا واقع شده‌است.

## خواهرخوانده
شهرهای البس کن کاسانو، Sort و Vielha e Mijaran خواهرخوانده‌های سن-ژیرون، آریژ هستند.